# نیک مک کوری
نیک مک کوری (انگلیسی: Nick McCrory; ۹ اوت ۱۹۹۱ – ) ورزشکار شیرجه اهل ایالات متحده آمریکا بود.
وی در مسابقات کشوری و بین‌المللی در مجموع برندهٔ ۱ مدال برنز شده‌است.